# اچ‌ام‌اس زبرا (۱۷۸۰)
اچ‌ام‌اس زبرا (۱۷۸۰) (به انگلیسی: HMS Zebra (1780)) یک کشتی بود که طول آن ۹۸ فوت (۳۰ متر) بود. این کشتی در سال ۱۷۸۰ ساخته شد.